# Pitcairnia guaritermae
Pitcairnia guaritermae är en gräsväxtart som beskrevs av Éduard-François André. Pitcairnia guaritermae ingår i släktet Pitcairnia och familjen Bromeliaceae. Inga underarter finns listade i Catalogue of Life.